# Andersbo, Nora
Andersbo är en by i Nora socken, Uppland, Heby kommun.
Andersbo omtalas i dokument första gången 1415 ("vidhir andhirsabodhum"), då Bengt i Ulebo bytte till sig urfjällen "Kælebodhum" vid Andersbo. Under 1500-talet omfattar byn ett mantal skatte om 3 öresland med utjord i Nordmyra. Troligen är byn avsöndrad från Nordmyra.
Bland bebyggelser på ägorna märks Grindstugan, som är en bebyggelse från början av 1900-talet. Här fanns tidigare en grind över landsvägen. Hagen var under 1800-talet ett nu försvunnet torp på ägorna. Lakens torp var soldattorp för roten 350 för Nordmyra och Lakbäck vid Västmanlands regemente med torpet här i Andersbo. Soldaten hette 1683–1864 Lake. Lövbo var ett torp som troligen upptogs 1807. Det försvinner i husförhörslängderna 1849. Rosendal, är ett idag försvunnet tomt som upptogs på 1700-talet. Det fanns ännu utmärkt på ekonomiska kartan 1960. 